# Amphoe Mueang Mukdahan
Amphoe Mueang Mukdahan (Thai อำเภอเมืองมุกดาหาร)  ist ein Landkreis (Amphoe – Verwaltungs-Distrikt) in der Provinz Mukdahan. Die Provinz Mukdahan liegt im Osten der Nordostregion von Thailand, dem so genannten Isan. 

## Geographie
Der Landkreis Mukdahan liegt am Westufer des Mekong, gegenüber der zu Laos gehörenden Provinz Sawannakhet. Die Provinzhauptstadt ist fast 750 Kilometer von der Hauptstadt Bangkok entfernt. 
Benachbarte Distrikte (von Südosten im Uhrzeigersinn): die Amphoe Don Tan, Nikhom Kham Soi, Nong Sung, Khamcha-i, Dong Luang der Provinz Mukdahan, Amphoe That Phanom der Provinz Nakhon Phanom sowie Amphoe Wan Yai wiederum aus der Provinz Mukdahan. 

## Geschichte
Die Stadt und die Umgegend standen lange unter dem Einfluss laotischer Herrscher und der Khmer, deren Spuren auch heute noch sichtbar sind. 
Die Geschichte des Distrikts Mukdahan geht zurück auf die Mueang Mukdahan, die vom Monthon Udon Thani verwaltet wurde. 1907 wurde sie zu einem Amphoe der Provinz Nakhon Phanom. Am 27. September 1982 wurde der südliche Teil von Nakhon Phanom abgetrennt. Daraus entstand die neue Provinz Mukdahan, dabei wurde Amphoe Mukdahan zum zentralen Distrikt der neuen Provinz und daher umbenannt in Amphoe Mueang Mukdahan.

## Verwaltung

### Provinzverwaltung
Der Landkreis Mueang Mukdahan ist in 13 Tambon („Unterbezirke“ oder „Gemeinden“) eingeteilt, die sich weiter in 149 Muban („Dörfer“) unterteilen.
| Nr.  | Name          | Thai       | Muban | Einw.  |
| ---- | ------------- | ---------- | ----- | ------ |
| 01.  | Mukdahan      | มุกดาหาร    | 06    | 31.601 |
| 02.  | Si Bun Rueang | ศรีบุญเรือง   | 0-    | 06.908 |
| 03.  | Ban Khok      | บ้านโคก     | 13    | 08.554 |
| 04.  | Bang Sai Yai  | บางทรายใหญ่ | 13    | 08.698 |
| 05.  | Phon Sai      | โพนทราย    | 15    | 08.305 |
| 06.  | Phueng Daet   | ผึ่งแดด      | 13    | 05.619 |
| 07.  | Na Sok        | นาโสก      | 16    | 10.022 |
| 08.  | Na Si Nuan    | นาสีนวน     | 10    | 07.772 |
| 09.  | Kham Pa Lai   | คำป่าหลาย   | 17    | 12.588 |
| 010. | Kham Ahuan    | คำอาฮวน    | 16    | 12.201 |
| 011. | Dong Yen      | ดงเย็น      | 14    | 10.392 |
| 012. | Dong Mon      | ดงมอน      | 10    | 05.522 |
| 013. | Kut Khae      | กุดแข้       | 06    | 03.763 |

### Lokalverwaltung
Es gibt eine Kommune mit „Stadt“-Status (Thesaban Mueang) im Landkreis:
- Mukdahan (Thai: เทศบาลเมืองมุกดาหาร) umfasst Teile des Tambon Mukdahan sowie den gesamten Tambon Si Bun Rueang.

Es gibt zehn Kommunen mit „Kleinstadt“-Status (Thesaban Tambon) im Landkreis:
- Muk (Thai: เทศบาลตำบลมุก) bestehend aus weiteren Teilen des Tambon Mukdahan.
- Bang Sai Yai (Thai: เทศบาลตำบลบางทรายใหญ่) bestehend aus dem gesamten Tambon Bang Sai Yai.
- Phon Sai (Thai: เทศบาลตำบลโพนทราย) bestehend aus dem gesamten Tambon Phon Sai.
- Phueng Daet (Thai: เทศบาลตำบลผึ่งแดด) bestehend aus dem gesamten Tambon Phueng Daet.
- Na Sok (Thai: เทศบาลตำบลนาโสก) bestehend aus dem gesamten Tambon Na Sok.
- Na Si Nuan (Thai: เทศบาลตำบลนาสีนวน) bestehend aus dem gesamten Tambon Na Si Nuan.
- Kham Pa Lai (Thai: เทศบาลตำบลคำป่าหลาย) bestehend aus dem gesamten Tambon Kham Pa Lai.
- Dong Mon (Thai: เทศบาลตำบลดงมอน) bestehend aus dem gesamten Tambon Dong Mon.
- Dong Yen (Thai: เทศบาลตำบลดงเย็น) bestehend aus dem gesamten Tambon Dong Yen.
- Kham Ahuan (Thai: เทศบาลตำบลคำอาฮวน) bestehend aus dem gesamten Tambon Kham Ahuan.

Außerdem gibt es zwei „Tambon-Verwaltungsorganisationen“ (องค์การบริหารส่วนตำบล – Tambon Administrative Organizations, TAO):
- Ban Khok (Thai: องค์การบริหารส่วนตำบลบ้านโคก)
- Kut Khae (Thai: องค์การบริหารส่วนตำบลกุดแข้)